# 中水廣場
中水廣場（英語：Zhongshui Plaza）是位於廣州市天河區林和西路19號的爛尾建築。共43層，局部46層，建築高度173米，佔地面積4358平方米，总建筑面积78008平方米。

## 歷史沿革

### 合資開發
1994年5月，广州市建筑置业公司與廣州體育學院簽訂協議，將體育學院鄰近林和西路的一塊土地以7000多萬元價格賣給建置公司。1995年，建置公司和香港新中国集团有限公司合作成立廣州市晉新房地產公司，双方約定合作经营中水广场的开发、建设销售、出租管理。建置公司以30%，新中国公司以70%的比例分享利润或分担亏损，合作期限为15年。投资总额为2065.34万美元，注册资本826.14万美元。

### 引入新資
1996年5月2日，晋新公司引进长江三峡集团的子企业中国华水水电开发总公司参与合作公司的经营。建置公司让甲方于华水公司，退居为乙方；新中国公司则居丙方。晋新公司亦从越秀区小北路的建置公司迁往天河区天寿路朝晖商业中心。8月23日，三方再次修订合同，对项目的总投资额2065.34万美元作出重新分配。华水公司负责投资额1445.74万美元，并缴付注册资本578.298万美元；新中国公司负责投资额826.14万美元，并缴付注册资本247.842万美元。三方约定，投资额从合同生效起六个月内投入，总投资额全部在三年半内投入完毕，建置公司提供土地使用权。1997年項目奠基，並於1999年封頂。2001年，中水广场辦理了国有土地使用权出让合同，规划用途为50年产权的写字楼。

### 資金斷裂
由於建设资金以项目公司做担保去贷款，受亞洲金融風暴影響，此樓爛尾，而晉新公司向中國工商銀行、华夏银行、中國建設銀行的貸款因為資金問題而無法還款。隨後銀行向晉新公司追索債款，工地因此被查封。

### 債權糾紛
2009年，秦皇島秦發實業集團有限公司欲接手此樓。年底，秦发公司和华水公司签订《担保代偿协议》，华水公司将截至2009年6月20日所欠东方资产的2.68亿本金及2.51亿利息的债权转让给秦发公司。此举亦获得华水公司的集团公司中国水利电力对外公司及长江三峡集团公司的批准同意。12月，秦发公司先后将2.7亿元汇入东方资产公司代华水公司偿还。但後來由於債權關係複雜、小股東阻撓及華水公司的反悔，秦發公司仍未成為晉新公司的股東。
2010年年底，广东泰新拍卖有限公司、广州新华拍卖行有限公司等四家拍卖行联合拍卖中水大厦项目，最终不了了之。

## 包樓廣告
2010年，廣州市人民政府為了迎接廣州亞運會而開展市容美化工程。其中中水廣場成為了大型的“廣告牌”，四面均被廣告環繞。此工程於2010年10月建成，當時发布的是亚运会形象公益广告，亞運會結束後改為商業廣告，每月的價格高達380萬元。由於此廣告巨大過於顯眼，引起了民眾與媒體的關注，媒體稱之為“最牛包樓廣告”。2013年1月20日，此廣告被拆除，中水廣場恢復了爛尾的外觀。在此期間的廣告費用由於廣告公司未付給晉新公司，晉新公司於2017年起訴廣告公司要求返還廣告費。